# Albert Butz
Albert Butz (né en 1849 en Suisse et décédé en 1904 aux États-Unis) est un ingénieur et inventeur suisse. Il est connu pour ses brevets sur les thermostats et comme fondateur de la société Butz Thermo-Electric Regulator Co, qui, depuis, est devenue Honeywell.

## Référence
1. ↑  (fr) « Albert M. Butz - 1992 Inductee », Minnesota Inventors Hall of Fame (consulté le 25 février 2009)